# رادولف مارکوس
رادولف "رودی" آرتور مارکوس (به انگلیسی: Rudolph "Rudy" Arthur Marcus) (متولد ۲۱ ژوئیه سال ۱۹۲۳) شیمیدان متولد کاناداست که در سال ۱۹۹۲ جایزه نوبل در شیمی «برای نظریه مارکوس در سیستمهای شیمیایی»
دریافت کرد.

## زندگی‌نامه
او در شهر مونترال متولد شد. در سال ۱۹۴۳ مدرک کارشناسی و در سال ۱۹۴۶ دکتری خود را از دانشگاه مک گیل گرفت. در سال ۱۹۵۸، او یک شهروند ایالات متحده شد و هم‌اکنون عضو آکادمی بین‌المللی علوم کوانتومی مولکولی است.